# For hendes Skyld (film fra 1916)
For hendes Skyld er en dansk stumfilm fra 1916, der er instrueret af Robert Dinesen efter manuskript af Bernhard Holz.

## Handling
Denne artikel mangler et handlingsreferat. Hjælp os med at skrive det.

## Medvirkende
- Robert Dinesen - James Josty
- Gunnar Sommerfeldt - Franck, James' ven
- Gyda Aller - Dora Seemark
- Ingeborg Spangsfeldt - Annie Penfield
- Carl Lauritzen - Burnes, kaptajn på "Svalen"